# Hubert Bucher
Hubert Bucher (Regensburg, 21 de junho de 1931 - Schönhofen, 23 de julho de 2021) foi um bispo católico romano alemão da Diocese de Belém na África do Sul.
Hubert Bucher foi ordenado sacerdote em 29 de junho de 1957 e foi capelão em Teublitz. Mediante a mediação de Joseph Nachtmann, secretário da missio em Munique, e inicialmente contra a resistência do então bispo de Regensburg, Michael Buchberger, Hubert Bucher decidiu em 1953 junto com outros dois jovens seminaristas do seminário de Regensburg, Oswald Hirmer e Fritz Lobinger na missão. Fritz Lobinger saiu em 1956, Oswald Hirmer um ano depois e Hubert Bucher em 1958. Durante seu trabalho missionário na diocese sul-africana de Aliwal North a partir de 1958, estudou em Oxford e Roma. De 1972 a 1975, Bucher foi capelão nacional do movimento juvenil Chiro. Em 1972, ele escreveu sua dissertação sobre o Trabalho com Jovens na África do Sul. Um Desafio para a Igreja Doutorado em Missiologia.
Papa Paulo VI nomeou-o Bispo da Diocese de Belém em 1976, com sede em Belém na Província do Estado Livre; foi consagrado bispo em 27 de março de 1977 pelo bispo de Umtata, Peter Fanyana John Butelezi OMI; Os co-consagradores foram o Arcebispo de Joanesburgo, Joseph Patrick Fitzgerald OMI, e o Bispo Auxiliar de Regensburg, Vinzenz Guggenberger.
Papa Bento XVI aceitou a renúncia do homem de 77 anos em 31 de dezembro de 2008. Como Fritz Lobinger e (até sua morte) Oswald Hirmer, Bucher viveu em uma casa de repouso para clérigos em Mariannhill perto de Durban, a sede dos Missionários de Mariannhill. Em 2017 ele retornou à Alemanha e vive em Nittendorf desde então.